# Sati' al-Husri

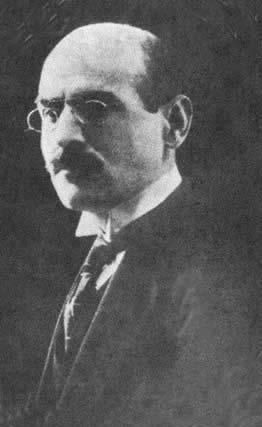
Sati' al-Husri, zwischen 1918 und 1920

Sati al-Husri (arabisch ساطع الحصري, DMG Sātiʿ al-Ḥuṣrī; * 1880 in Sanaa; † Dezember 1968 in Bagdad) war ein syrischer Autor, Erziehungswissenschaftler und Beamter. Er engagierte sich während des Osmanischen Reichs in der jungtürkischen Bewegung. Später wurde er zu einer wichtigen Figur im arabischen Nationalismus.

## Herkunft und Ausbildung
Sati al-Husri wurde im Jemen als Sohn einer wohlhabenden Familie aus Aleppo geboren. Sein Vater war als Richter ranghoher Beamter des Osmanischen Reiches. Al-Husri studierte in Istanbul an der Hochschule für Verwaltungswissenschaften (Mekteb-i-mülkye). Seine Muttersprache war osmanisches Türkisch.

## Politische Karriere im Erziehungswesen
Nach seinem Abschluss nahm er eine Stelle als Geschichtslehrer in Sanaa an. 1905 zog al-Husri nach Damaskus und schloss sich dort dem Komitee für Einheit und Fortschritt an, obwohl er bereits arabisch-nationalistische Ideen vertrat. Al-Husri brach mit den osmanischen Nationalisten während des Ersten Weltkriegs, als diese Repressalien gegen arabische Nationalisten durchführten. Infolgedessen unterstützte al-Husri die Arabische Revolte und schloss sich 1918 dem Hof von Faisal I. in Damaskus an. Vom März bis Juli 1920 fungierte al-Husri als Bildungsminister im Kabinett von Ali Rida ar-Rikabi, bis der Staat von der französischen Kolonialmacht niedergeschlagen wurde. Während der kurzen Unabhängigkeit des Königreichs Syrien beschäftigte sich al-Husri mit der Etablierung arabischer Lehrpläne insbesondere durch Übersetzungen aus dem Türkischen. Ebenso förderte er die Arabisierung der Medizinischen Akademie von Damaskus und der Mitbegründung einer juristischen Akademie. Diese beiden Institutionen gingen 1923 in der Universität Damaskus auf.
Nach der Machtübernahme Faisals I. im Irak zog al-Husri mit dem König in den neuen Staat. 1924 übernahm er den Vorsitz der juristischen Fakultät der Universität Bagdad und hatte einen Direktorenposten im Bildungsministerium inne. Während des Militärputsches im Irak 1941 wurde al-Husri von Kronprinz Abd ul-Ilah der Kollaboration mit den Putschisten beschuldigt, und al-Husri wurde ins Exil in den Libanon geschickt. Im Anschluss wurde er von Präsident Schukri al-Quwatli nach Syrien gerufen und beteiligte sich dort an der Ausarbeitung von Lehrplänen, womit er seine Arbeit vor der Mandatszeit fortsetzen konnte.
Nach dem Zweiten Weltkrieg trat al-Husri in Dienste des Monarchen Faisal II. als Berater und gründete 1949 ein Arabisches Studienzentrum an der Universität von Bagdad. Während der 1950er Jahre veröffentlichte er zahlreiche politische Bücher über das arabische Einheitsstreben. Al-Husri unterstützte sowohl die Baath-Partei von Michel Aflaq als auch das Einheitsstreben der freien Offiziere unter Gamal Abdel Nasser. Nach dem Niedergang der Monarchie im Irak nach einem Militärputsch 1958 verlor al-Husri seine öffentlichen Ämter. Nach der Machtübernahme der Baathpartei im Irak und Syrien hatte al-Husri gute Beziehungen zu beiden Regierungen und wurde in beiden Staaten als einer der Väter der arabischen Nationalbewegung betrachtet.
Al-Husri starb im Dezember 1968 in Bagdad.